# 미네소타 파이팅 세인츠
| 미네소타 파이팅 세인츠 | |
| 디비전                 | 웨스트 디비전 (1972년~1976년) 이스트 디비전 (1976년~1977년) |
| 설립연도               | 1972년 (첫 번째 프랜차이즈) 1976년 (두번째 프랜차이즈) |
| 해체연도               | 1976년 (첫 번째 프랜차이즈) 1977년 (두번째 프랜차이즈) |
| 역사                   | 《첫 번째 프랜차이즈》 미네소타 파이팅 세인츠 (1972년~1976년) 《두번째 프랜차이즈》 캘거리 브롱코스 (1972년) 클리블랜드 크루세이더스 (1972년~1976년) 미네소타 파이팅 세인츠 (1976년~1977년) |
| 경기장                 | 세인트폴 오디토리움 세인트폴 시빅 센터 |
| 연고지                 | 미네소타주 세인트폴 |
| 상징색                 | 《1972년~1976년》 로얄블루, 금, 하양 《1976년~1977년》 다홍색, 금, 하양 |
| 구단주                 | - |
| 단장                   | - |
| 감독                   | - |
| 애브코 월드 트로피     | - |
| 시즌 우승              | - |
| 디비전 우승            | - |
| 영구 결번              | - |

미네소타 파이팅 세인츠(Minnesota Fighting Saints)는 1972년부터 1976년까지, 1976년부터 1977년까지 미네소타주 세인트폴을 연고지로 하는 WHA 소속 아이스 하키팀이다.

## 역대 홈경기장
| 경기장                 | 사용기간      | 수용인원 | 장소                | 비고 |
| ---------------------- | ------------- | -------- | ------------------- | ---- |
| 미네소타 파이팅 세인츠 |               |          |                     |      |
| 세인트폴 오디토리움    | 1972년        | 5,000명  | 미네소타주 세인트폴 | 빈칸 |
| 세인트폴 시빅 센터     | 1973년~1977년 | 16,000명 | 미네소타주 세인트폴 | 빈칸 |